# Barbodes pyrpholeos
Barbodes pyrpholeos — вид риб родини коропових (Cyprinidae). Описаний у 2021 році.

## Поширення
Ендемік Філіппін. Поширений у системі карстових печер на острові Мінданао.

## Опис
Риба завдовжки 6-10 см. Має погано пігментоване тіло з червонуватими плавцями в поєднанні з гладким спинним плавцем без зазубрин. На відміну від іншого печерного виду Barbodes microps, у B. pyrpholeos добре розвинені очі.